# Santa Coloma de Cervelló
Santa Coloma de Cervelló è un comune spagnolo di 5 557 abitanti, situato nella comunità autonoma della Catalogna.